# 2008青寧心曲
《2008青寧心曲》是臺灣客家歌手徐筱寧的第2張錄音室專輯，由鑾克勇製作，吉聲影視音製作發行。此專輯共收錄10首歌曲，皆使用客語演唱。
吉聲影視音有意打造徐筱寧為現代曲風的客語流行偶像。專輯意涵以女性的心事為主軸，初戀的、熱戀的、失戀的、對父親的愛、成長的心情。作詞以及編曲的風格均較前一張前進，試圖跳脫客家流行音樂以往的走向，包含饒舌、巴薩諾瓦等多樣的曲風。
而演唱者徐筱寧在2005年獲得金曲獎最佳客語演唱新人獎之後，再以這張專輯獲得金曲獎最佳客語歌手獎提名。

## 曲目
1. 因為愛你𠊎正知
2. 就係你
3. 愛你情夢已碎
4. 有你有𠊎
5. 恁樣你
6. 願望
7. 大憨牛
8. 假使願意
9. 做自家
10. 熟事無意中

## 獎項
- 金曲獎
  - 2009年度：最佳客語歌手獎（入圍）

## 外部連結
- 吉聲影視音公司網站
- 行政院客家委員會 出版品介紹[永久]